# Гобилли (река)
Го́билли — река в России, в Хабаровском крае. Второй по величине приток реки Анюй (правый). Длина — 97 км, площадь водосборного бассейна — 1690 км². Река стекает с горы Бункса западного макросклона хребта Сихотэ-Алинь, высота истока от уровня моря 1140 метров. По истоку р. Гобилли проходит граница Нанайского и Ванинского районов Хабаровского края (административная граница этих районов проходит по водоразделу рек запад — восток, то есть по вершинам Сихотэ-Алиня).
Река течёт по горной и совершенно безлюдной местности — на всём течении реки нет ни единого постоянного населённого пункта. Однако в середине 90-х годов началось строительство автодороги Лидога-Ванино, как ответвление от трассы Р-454. Значительный участок дороги проходит вдоль Гобилли (порядка 55 км), причём дорога пересекала реку 14 раз и представляла собой множество поворотов и крутых подъёмов и спусков с грунтовым (скальным) покрытием, и в целом это был самый тяжёлый и порою экстремальный участок со средней скоростью движения 10-30 км/час (в зависимости от погоды и времени года). На 2017 год дорога полностью построена.
Вдоль реки красивые горные пейзажи, которые привлекают туристов. Также на реке в летнее время практикуется любительская рыбалка на удочку.
Ледостав в середине ноября, вскрывается река в начале мая.

## Притоки
Расстояние от устья: Большие Эртукули (5 км), Малые Эртукули (16 км), Могуча (31 км), Таунга (62 км), Корягина (63 км), а также порядка 80 безымянных ручьёв и малых речек, некоторые из которых при строительстве дороги получили названия (ручьи Чудный, Второй, Макаркин, Светлый, Завальный, Встречный (25 км), Забытый, Западный, Восточный, Комаров, Каменистый, Обходной Ключ (42 км), Хмурый, Закрытый, Скорый, Быстрый (51 км), Семнадцатый, Глубокий, Студёный (58 км), Серебряный (68 км), Шумный (69 км), Правый Горелый, Звериный, Тяжёлый (77 км), Хребтовый, Кустарниковый, Брусничный, Чистый, Каменистый (86 км), Правый, Южный).

## Данные водного реестра
По данным государственного водного реестра России река Гобилли относится к Амурскому бассейновому округу, водохозяйственный участок реки — Амур от г. Хабаровск до г. Комсомольск-на-Амуре. Речной бассейн реки — Амур.
Код водного объекта в государственном водном реестре — 20030900112118100070536.

## Галерея
- Деревянный мост с реверсивным движением через Гобилли в сентябре 2015. Изначально таких мостов было 14 штук.
- Грунтовка и серпантин вдоль реки Гобилли (30 октября 2014 года)
- Последний участок лесовозной дороги осенью 2015 в районе р. Гобилли. Речка течёт слева от дороги в обрыве.
- р. Гобилли - 30 октября 2014 года
- Строительство моста через Гобилли, приблизительно 30 км от устья реки (от первого моста)
- Ландшафтные работы на берегу реки Гобилли - сопка срыта и выровнена под полотно дороги.
- р. Гобилли 16 мая 2012 года - фото с моста
- Дорожный знак перед первым/последним мостом (перед устьем). Вдали видны полностью выгоревшие сопки, зарастающие молодым лесом (низовья реки)